# Simon Johnson
Simon H. Johnson (Sheffield, 16 de enero de 1963) es un economista británico-estadounidense. Es catedrático Ronald A. Kurtz de iniciativa empresarial en la Escuela de Administración y Dirección de Empresas Sloan del MIT y miembro del Instituto Peterson de Economía Internacional. Ha ocupado diversos cargos académicos y políticos, entre ellos el de profesor asociado de economía en la Fuqua School of Business de la Universidad de Duke entre 1991 y 1997. Desde marzo de 2007 hasta finales de agosto de 2008, fue economista jefe del Fondo Monetario Internacional.
En 2024, Johnson, Daron Acemoğlu y James A. Robinson fueron galardonados con el Premio de Economía Conmemorativo de Alfred Nobel por sus estudios comparativos sobre la prosperidad entre naciones.

## Educación
La primera titulación de Johnson fue una licenciatura (BA) de la Universidad de Oxford, seguida de una maestría (MA) de la Universidad de Mánchester; finalmente, en 1989, obtuvo un doctorado (Ph.D.) en economía del MIT, con una disertación titulada *Inflation, Intermediation, and Economic Activity*.

## Carrera
En noviembre de 2020, Johnson fue nombrado miembro voluntario del Equipo de Revisión de Agencias de la transición presidencial de Joe Biden para apoyar los esfuerzos de transición relacionados con el Departamento del Tesoro de los Estados Unidos y la Reserva Federal.

## Afiliaciones
Entre otros cargos, es investigador asociado en la Oficina Nacional de Investigación Económica (National Bureau of Economic Research), investigador en el Centro para la Investigación de las Políticas Económicas (Centre for Economic Policy Research) y miembro del Consejo Asesor Internacional en el Centro de Investigación Social y Económica (CASE). También es miembro del Panel de Asesores Económicos de la Oficina de Presupuesto del Congreso (Congressional Budget Office). De 2006 a 2007, fue investigador visitante en el Instituto Peterson de Economía Internacional, donde actualmente es investigador senior. Forma parte del comité editorial de cuatro revistas académicas de economía y ha contribuido a Project Syndicate desde 2007.

## Investigación y publicaciones
Simon Johnson es autor del libro de 2010 13 Bankers: The Wall Street Takeover and the Next Financial Meltdown, junto con James Kwak, con quien también cofundó y contribuye regularmente al blog de economía The Baseline Scenario. También es autor de White House Burning: Our National Debt and Why It Matters to You (2013); Jump-Starting America: How Breakthrough Science Can Revive Economic Growth and the American Dream (2019), con Jonathan Gruber; y Power and Progress: Our Thousand-Year Struggle Over Technology and Prosperity (2023), con Daron Acemoğlu.

### Power and Progress
Publicado en 2023, Power and Progress (Poder y progreso) es un libro sobre el desarrollo histórico de la tecnología y las consecuencias sociales y políticas de esta. El libro aborda tres preguntas: la relación entre las nuevas máquinas y técnicas de producción y los salarios, cómo la tecnología podría aprovecharse para el bienestar social y la razón del entusiasmo en torno a la inteligencia artificial.
Power and Progress sostiene que las tecnologías no generan automáticamente beneficios sociales, ya que sus ventajas suelen concentrarse en una élite reducida. El libro presenta una visión bastante crítica de la inteligencia artificial (IA), destacando su impacto mayormente negativo en los empleos, los salarios y la democracia.
Acemoglu y Johnson también proponen una visión sobre cómo las nuevas tecnologías podrían aprovecharse para el bienestar social. Ven la Era progresista como un modelo a seguir. Además, discuten una lista de propuestas políticas para redirigir la tecnología, que incluye: (1) incentivos de mercado, (2) la desintegración de las grandes empresas tecnológicas, (3) la reforma fiscal, (4) la inversión en los trabajadores, (5) la protección de la privacidad y la propiedad de los datos, y (6) un impuesto a la publicidad digital.

## Lectura adicional
- Johnson, Simon, "El golpe silencioso", Atlantic Monthly, mayo de 2009